# Frank Budgen
Frank Budgen (Crowhurst, 1º marzo 1882 – Londra, 26 aprile 1971) è stato un pittore, scrittore, attivista socialista inglese, grande amico e collaboratore di James Joyce.

## Biografia
Budgen trascorse sei anni in mare prima di trovare lavoro a Londra come impiegato delle poste. Dopo aver cambiato diverse occupazioni, nel 1910 si trasferì a Parigi per studiarvi pittura. Lì si mantenne lavorando come modello per lo scultore svizzero August Suter (1887-1965), facendo conoscenza con Blaise Cendrars e con il poeta e traduttore svizzero Siegfried Lang. Ma poco prima dello scoppio della prima guerra mondiale, invitato da Suter, si trasferì in Svizzera, dove trovò impiego come funzionario del governo britannico presso il Ministero dell'Informazione, istituto creato a Zurigo per "la diffusione della propaganda britannica nei paesi neutrali". Dopo la guerra tornò a Londra, dove rimase fino alla morte. Iscritto al Socialist Labour Party, fondato nel 1903 e sciolto nel 1980 (da non confondere con l'attuale Partito Laburista Socialista), ne divenne segretario. Nel corso di questa militanza Budgen tradusse e pubblicò con Lily G. Aitken la prima edizione economica del Manifesto del Partito Comunista
Budgen non perse mai i contatti con gli amici svizzeri, facendo diversi viaggi in Svizzera per andare a trovare i Suter e Siegfried Lang. Fu inoltre ospite d'onore al primo "James Joyce Symposium", tenutosi a Dublino nel 1967.
Era sposato con Francine (11 giugno 1896 – 16 aprile 1977), da cui ebbe una figlia: Joan. Frank Budgen e la moglie sono sepolti nel cimitero della St George’s Church a Crowhurst, Surrey.

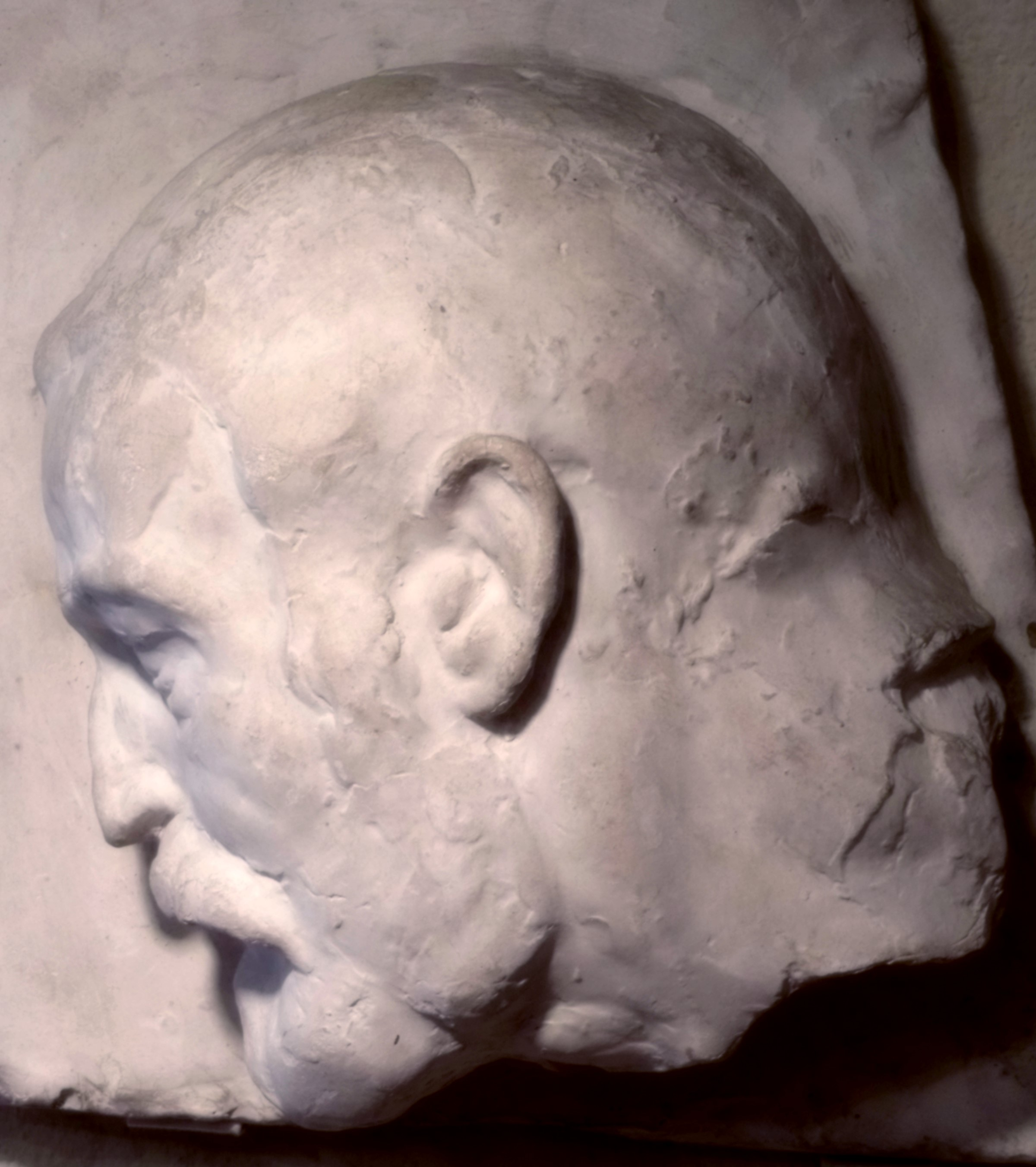
Testa in stucco, opera di August Suter (1927), August-Suter-Museum, Eptingen

Joyce and Budgen trascorsero gran parte del periodo bellico a Zurigo, frequentando le stesse cerchie di artisti,
scrittori e musicisti. Stando al suo libro di ricordi, James Joyce and the Making of Ulysses (1939, ristampa 1960, nuova edizione 1972), lo scrittore discuteva spesso con lui di questioni di estetica, facendo frequenti riferimenti al contenuto del Ritratto dell'artista da giovane, dell'Ulisse e di Finnegans Wake, opera che ai tempi Joyce chiamava Work in Progress. Da diverse conversazioni riferite da Budgen traspare addirittura come lo scrittore elaborasse forma e contenuto dei propri scritti proprio in base a questi scambi di idee.
[Sentiti scartare dallo scrittore Faust, Amleto e persino Gesù come 'personaggio letterario completo', Budgen azzardò:]  "Secondo me il tuo 'uomo completo' in letteratura è Ulisse"…»
(Richard Ellmann, James Joyce)
Lo studioso di Joyce, Clive Hart, ha scritto di lui:
(Clive Hart, James Joyce and the Making of "Ulysses, Oxford University Press)

## Dipinti e disegni
- St Peter's Church, Belsize Park, (1900) Burgh House and Hampstead Museum
- Finnegans Wake, olio, Fales Library & Special Collections, Bobst Library, New York University
- Autoritratto di Budgen con James Joyce (1918), Zurich James Joyce Foundation
- 16 disegni a carboncino di figure umane, maschili e femminili, un ritratto a olio di James Joyce e una serie di tre olii di James and Nora Joyce sono di proprietà dell'Harry Ransom Center presso l'Università del Texas a Austin

## Opere letterarie
- James Joyce and the Making of Ulysses con un ritratto di James Joyce e quattro disegni dell'autore per l' Ulisse, 1934
- Myselves When Young (London: Oxford University Press, 1970)

## Registrazioni audio
- My Friend James Joyce - a spoken appreciation (Il mio amico J.J. - un elogio parlato), Decca Record Co., London 1961